# Řád za zásluhy v zemědělství (Čad)
Řád za zásluhy v zemědělství (francouzsky: Ordre du Mérite agricole) je třetí nejvyšší státní vyznamenání Čadské republiky.

## Historie a pravidla udílení
Řád byl založen dekretem č. 130/PG ze 18. července 1961. Později byl reformován dekretem č. 149/PR ze dne 14. srpna 1963. Udílen je zemědělcům, farmářům, pastevcům, rybářům a lesním dělníkům, kteří ve své prací dosáhli mimořádných úspěchů. Udílen je také za podporu rolnické společnosti a za rozvoj nových kultivačních metod.
Nová jmenování do řádu či povýšení stávajících členů se konají každoročně 28. listopadu, v den výročí vyhlášení republiky. Minimální věk pro udělení vyznamenání je 25 let a povýšení do vyšší třídy je možné nejdříve po pěti letech od předchozího udělení řádu.

## Insignie
Řádový odznak má tvar zeleně smaltované šesticípé hvězdy s cípy zakončenými kuličkami. Uprostřed je kulatý zlatý medailon s vyobrazením hlavy zebu. Medailon je lemován kruhem pokrytým červeným smaltem se zlatým nápisem. Hvězda je položena na věnec. Zadní strana je hladká, bez smaltu. Ke stuze je připojen pomocí přechodového prvku v podobě dvou zlatých zkřížených pšeničných klasů.

## Třídy
Řád je udílen ve třech řádných třídách:

komtur
důstojník
rytíř

- komtur
- důstojník
- rytíř